# グループ学習
グループ学習（グループがくしゅう）は、学習形態の一つで、学級を小集団（グループ・班）に編成し、その小集団内で学習する方法。一斉教授と個別学習の間に位置する。教育学では、大正から昭和の初めにかけては分団学習と呼んだこともある。グループワーク、班学習という呼び方をすることもある。

## 実施の実際
教師から何らかの実験、調査、課題問題を与えられて、あるいは課された問題についてグループで、実験、学習、もしくは問題解決をグループで行う。教えられるのではなく、実地に取り組んでみて体験的に学ぶこと、またその学習の過程の中で、リーダーシップやフォロワーシップ、協同の取り組みについてそのノウハウを学ぶということが目的である。

## 集団編成
学習の目的などにより、さまざまな集団編成が行われる。例として、学習者の興味・関心による編成、人間関係を重視する編成、能力別編成などが挙げられる。ただし、能力別編成については、学習者に劣等感を与える可能性があるなど問題点が多いという。

## 問題点
グループでやると、何から何まで自分の主義主張、流儀を押し通そうとする悪しきリーダーシップが現れることがある。また、リーダーにすべて任せっきりにしてしまい、自分は何もしない、参加しないという怠慢なメンバーが出ることもある。またグループごとに競わせると、妙な対抗意識が生じることもある。生徒たちの自主活動に任せて放任するのではなく、教師が各グループを丹念にチェックし、適宜指導と助言を与えることが必要である。